# Gabe Gottes (Johanngeorgenstadt)

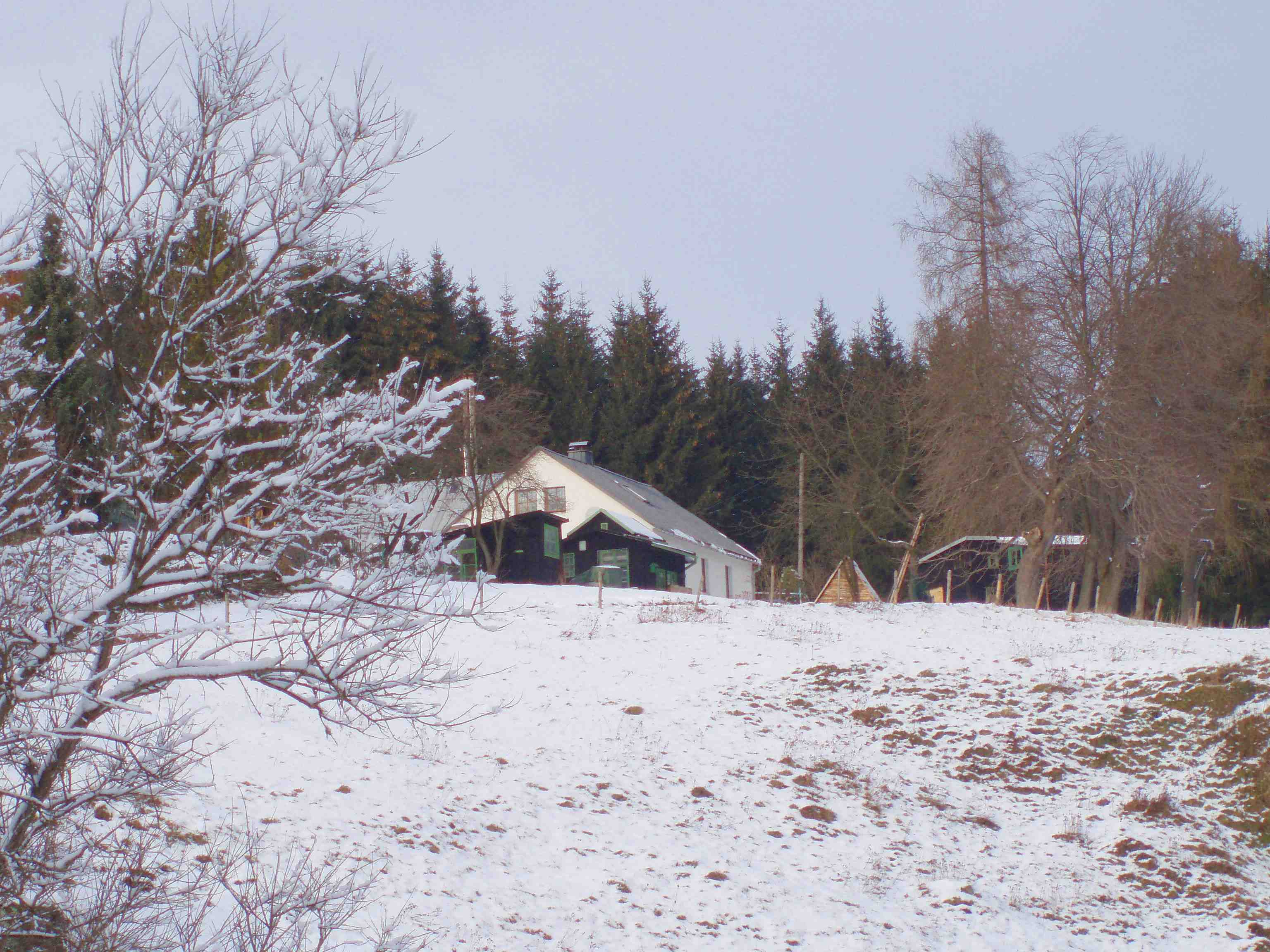
Blick vom Lehmergrund zur Gabe Gottes

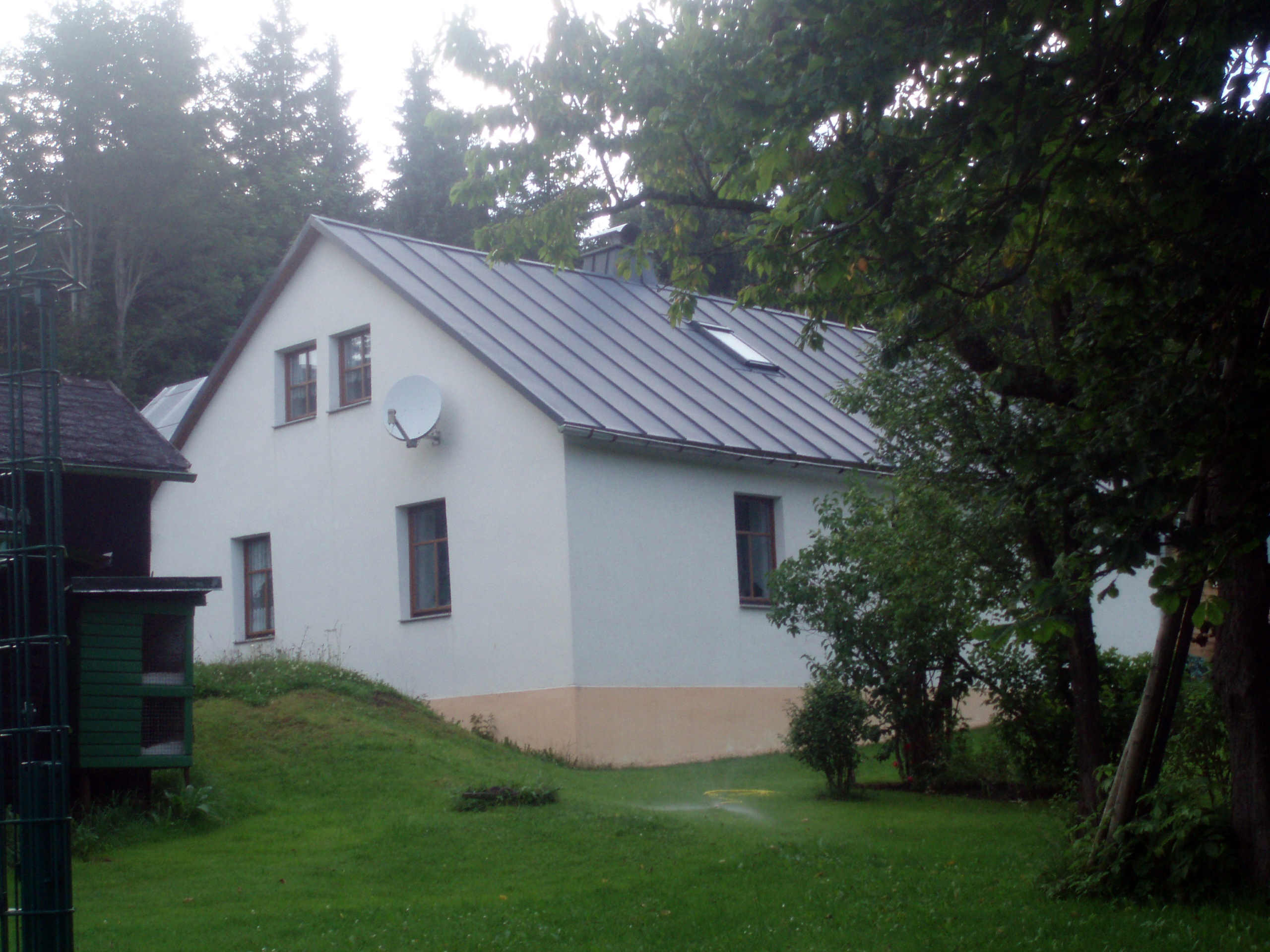
Früher zur Fundgrube Gabe Gottes gehörendes Gebäude (Siegelhaus)

Gabe Gottes ist ein ehemaliges Bergwerk bei Johanngeorgenstadt im sächsischen Erzgebirge.

## Geografische Lage
Das Stollnmundloch befand sich am Nordhang des Lehmergrundes am Gabe-Gottes-Weg, der von der Mittelstadt Johanngeorgenstadts in Richtung des Ortsteils Jugel führt.

## Geschichte
Die Fundgrube Gabe Gottes wurde im Quartal Trinitatis 1700 am Fastenberg, gegenüber dem Jugler Gebirge, gemutet und verliehen.  Mit dem bei 790 m NN angeschlagenen Stolln wurde bei ca. 280 m Entfernung vom Mundloch der Gottes Segen Spat überfahren und der Stolln weitere 360 m auf dem Löwenmuth Morgengang getrieben. Sie wurde im Quartal Luciae 1713 fündig und brachte bis 1722 4308 Mark 0 Lot 3 Quentchen (1007,3 kg) Silber aus. Allein 1722 waren es 457 kg. 1722 wurde die Fundgrube im Bereich des Gottes Segen Spates vom Gegenglück Stolln unterfahren und musste an diesen jetzt das Neuntel zahlen.
Neben der Fundgrube existierten u. a. noch gemeinsame Grubenfelder mit Gottes Seegen sowie Gnade Gottes Stolln, Römisch Adler und Neujahrs Maasen.
Aufgrund einer Vielzahl von Gangstreitigkeiten wurde im Jahr 1794 in einem sogenannten Hauptvergleich diese Fundgrube und die gemeinschaftlichen Felder aufgelöst. Das Grubenfeld wurde je zur Hälfte an Gnade Gottes Stolln und an Neujahrs Maasen aufgeteilt. Der Stolln selbst wurde weiterhin zur Förderung instand gehalten.
Der Platz zum Bau des Huthauses wurde vom Schichtmeister für die Fundgrube am 12. April 1719 mit „aller Bergwerksfreyheit und Gerechtigkeit“ gemutet. Das Huthaus, in dem der Hutmann das Gezähe hütete, wurde bereits frühzeitig als Schankwirtschaft genutzt, der ein Tanzsaal angebaut wurde. Im Juli 1937 feierte die Gaststätte „Gabe Gottes“ ihr 100-jähriges Bestehen. Das Gasthaus entstand aus dem Zechenhaus der im Jahre 1700 begonnenen Silberfundgrube „Gabe Gottes“. Das Gebäude brannte jeweils in den Jahren 1844 und 1906 vollständig nieder. Während der 100 Jahre wirkten nacheinander als Wirte der ehemalige Apotheker Ad. Wilhelm Kändler von 1837 bis 1844, August Friedrich Herberger bis 1847, darnach August Friedrich Leibelt, ein Steiger Kraus, der Fleischer Wilhelm Hahn, Vater und Sohn Johann Heinz und von 1887 bis 1933 Benjamin Lindner, der den schönen Haldenhain seines Vorgängers pflegte, wo zahlreiche Volks- und Kinderfeste abgehalten wurden. Die Gaststätte wurde ab 1933 von dessen Witwe Theresa weitergeführt. Bis 1945 war Oskar Tittel der Gastwirt. Das Gebäude wurde von der Wismut AG als Klubhaus Freundschaft genutzt. Später wurde es abgerissen. Lediglich das Siegelhaus am historischen Gabe-Gottes-Weg blieb erhalten.